# Saint-Adrien
Saint-Adrien is een gemeente in het Franse departement Côtes-d'Armor (regio Bretagne) en telt 301 inwoners (1999). De plaats maakt deel uit van het arrondissement Guingamp.

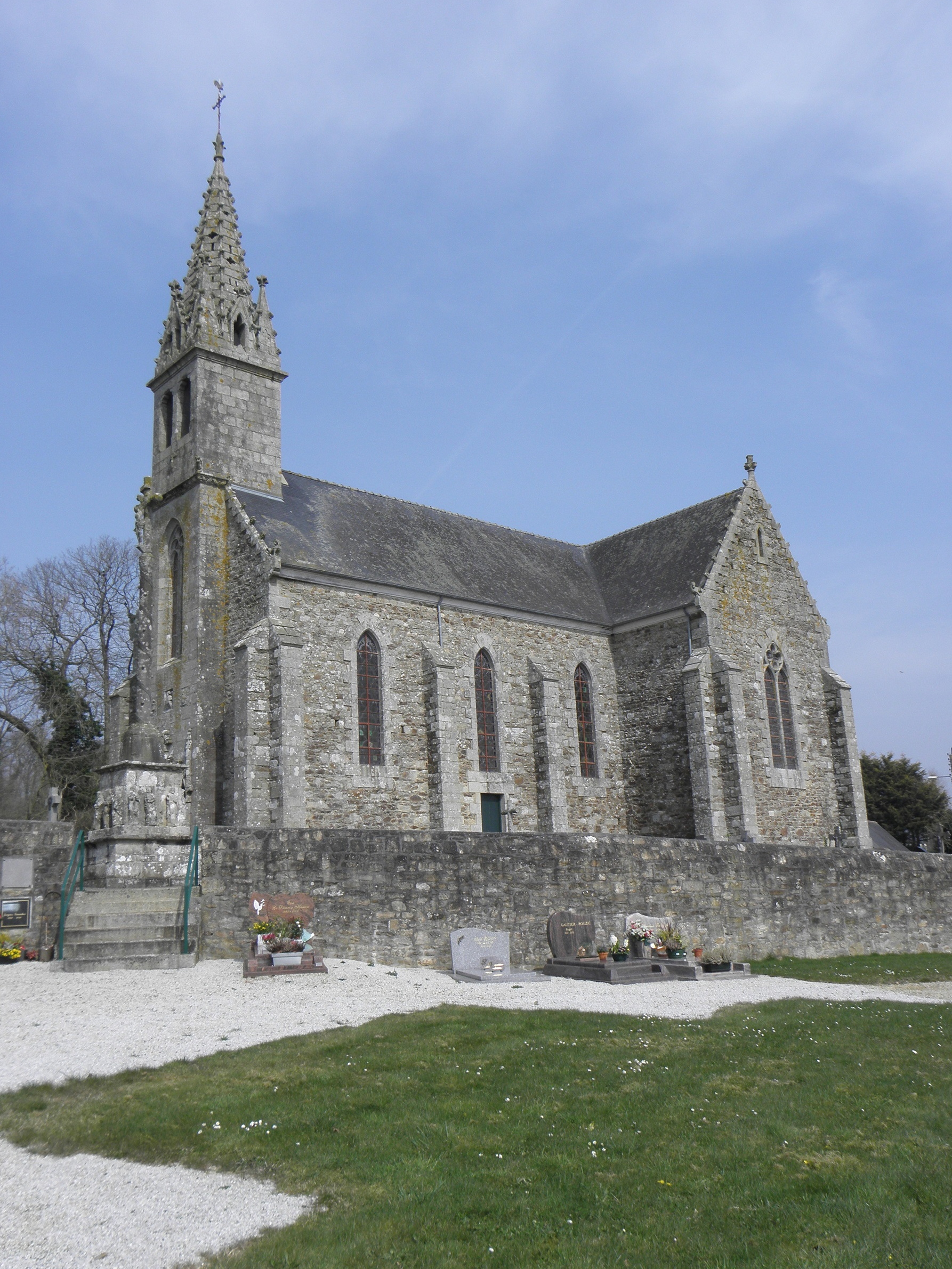
Kerk van Saint-Adrien
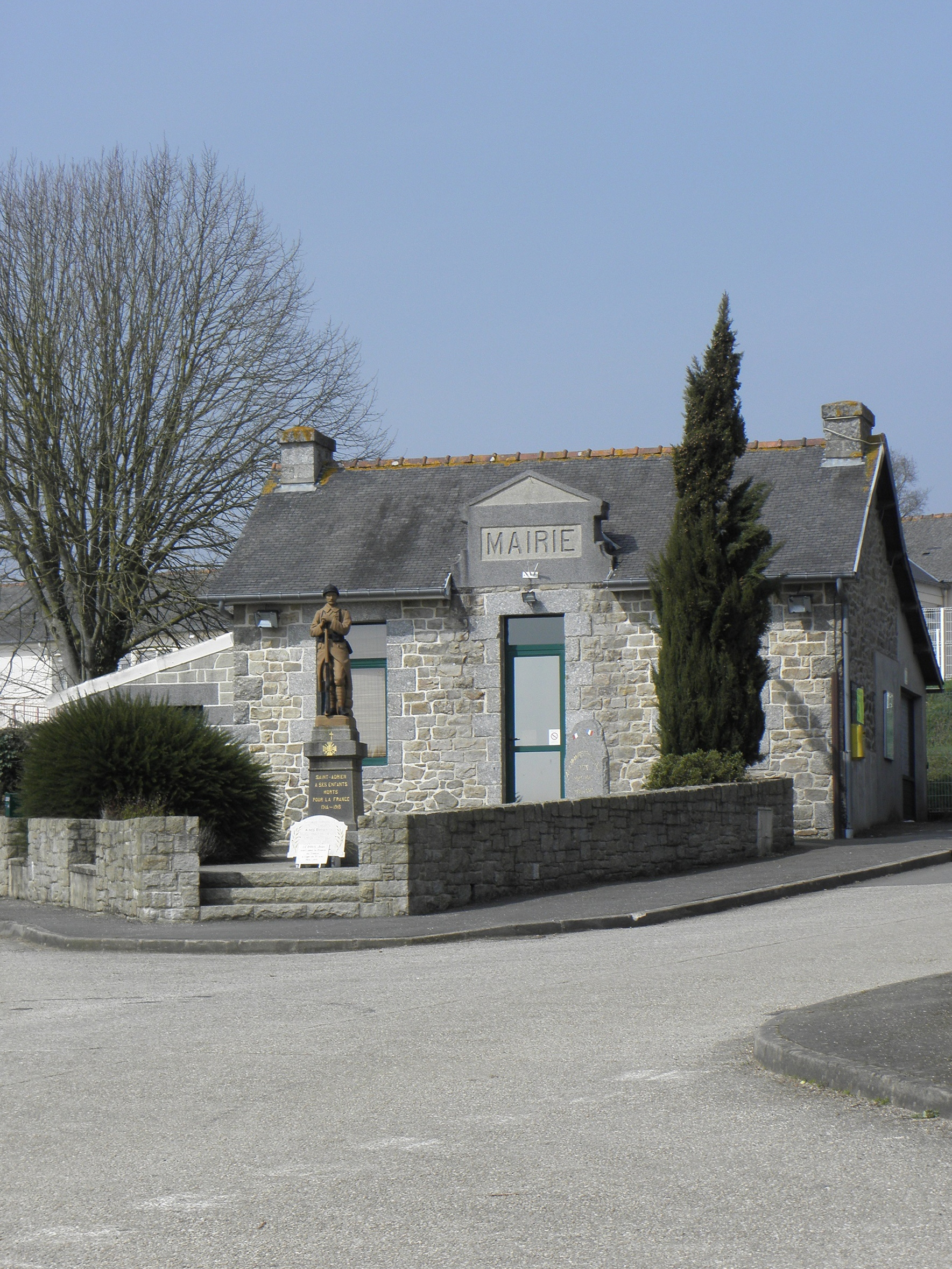
Gemeentehuis

## Geografie
De oppervlakte van Saint-Adrien bedraagt 9,9 km², de bevolkingsdichtheid is 30,4 inwoners per km².
De onderstaande kaart toont de ligging van Saint-Adrien met de belangrijkste infrastructuur en aangrenzende gemeenten.

## Demografie
Onderstaande figuur toont het verloop van het inwonertal (bron: INSEE-tellingen).

1. ↑  Populations de référence 2022.